# Consell de Ministres d'Espanya (III Legislatura)

Escut de l'estat espanyol, oficial des de 1982

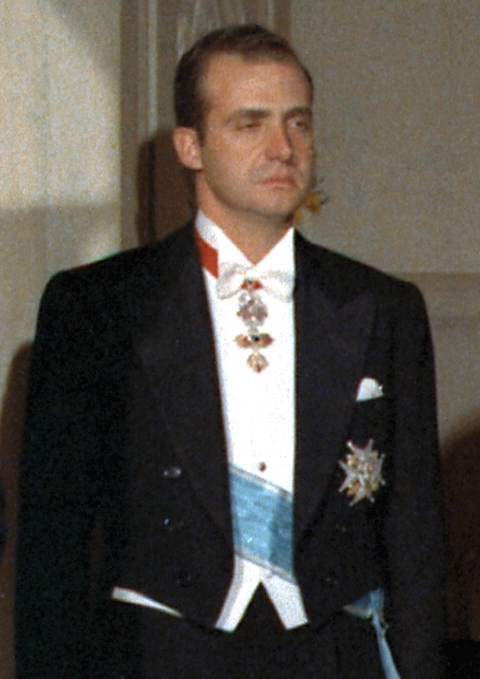
Joan Carles I, rei d'Espanya

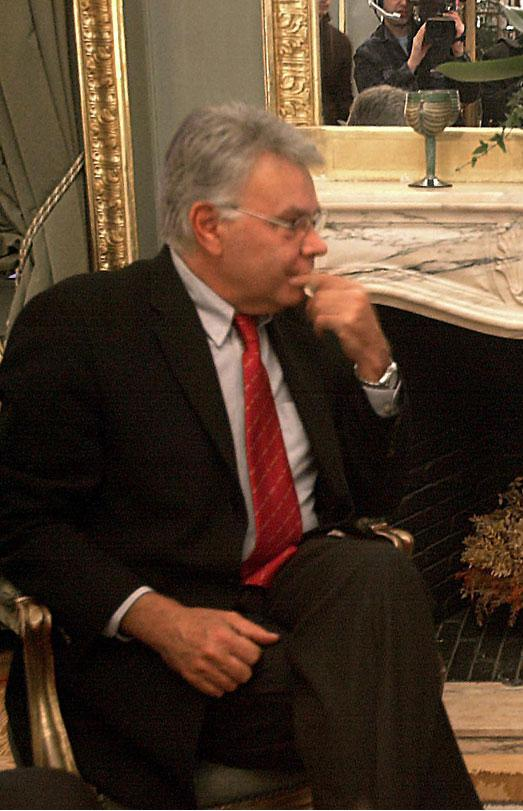
Felipe González, cap de govern

Consell de Ministres d'Espanya des del 26 de juliol de 1986 fins al 7 de desembre de 1989.
- President del Govern

Felipe González Márquez
Ministres
- Vicepresident del Govern

Alfonso Guerra González
- Ministre d'Afers exteriors

Francisco Fernández Ordóñez
- Ministre de Justícia

Fernando Ledesma Bartret fins al 12 de juliol de 1988
Enrique Múgica Herzog des del 12 de juliol de 1988
- Ministre de Defensa

Narcís Serra i Serra
- Ministre d'Economia i Hisenda

Carlos Solchaga Catalán
- Ministre de l'Interior

José Barrionuevo Peña fins al 12 de juliol de 1988
José Luis Corcuera Cuesta des del 12 de juliol de 1988
- Ministre d'Obres Públiques i Urbanisme

Javier Saenz de Cosculluela
- Ministre d'Educació i Ciència

José María Maravall Herrero fins al 12 de juliol de 1988
Javier Solana Madariaga des del 12 de juliol de 1988
- Ministre de Treball i Seguretat Social

Manuel Chaves González
- Ministre d'Indústria i Energia

Luis Carlos Croissier Batista fins al 12 de juliol de 1988
José Claudio Aranzadi Martínez des del 12 de juliol de 1988
- Ministre d'Agricultura, Pesca i Alimentació

Carlos Romero Herrera
- Ministre per a les Administracions Públiques

Joaquín Almunia Amann
- Ministre de Transport, Turisme i Comunicacions

Abel Ramón Caballero Álvarez fins al 12 de juliol de 1988
José Barrionuevo Peña des del 12 de juliol de 1988.
- Ministre de Cultura

Javier Solana Madariaga fins al 12 de juliol de 1988
Jorge Semprún Maura des del 12 de juliol de 1988.
- Ministre de Sanitat i Consum

Julián García Vargas
- Ministre de Relacions amb les Corts

Virgilio Zapatero Gómez
- Ministra d'Assumptes Socials

Matilde Fernández Sanz
- Ministra Portaveu del Govern

Rosa Conde Gutiérrez del Álamo des del 12 de juliol de 1988

## Canvis
L'única remodelació ministerial del període es va produir el 12 de juliol de 1988.